# Daxing Airport Express
Ne doit pas être confondu avec Capital Airport Express ou Ligne Daxing.
La ligne Daxing Airport Express (dont le nom complet est Beijing Daxing International Airport Express) est l'une des 25 lignes du réseau métropolitain de Pékin, en Chine.
Elle relie la station Caoqiao, dans le district de Fengtai, à l'aéroport international de Pékin-Daxing situé au sud de la ville.

## Histoire
La ligne est mise en service le 26 septembre 2019, lors de l'ouverture de l'aéroport international de Pékin-Daxing.